# 빈홀리데이즈 피에스타 푸꾸옥

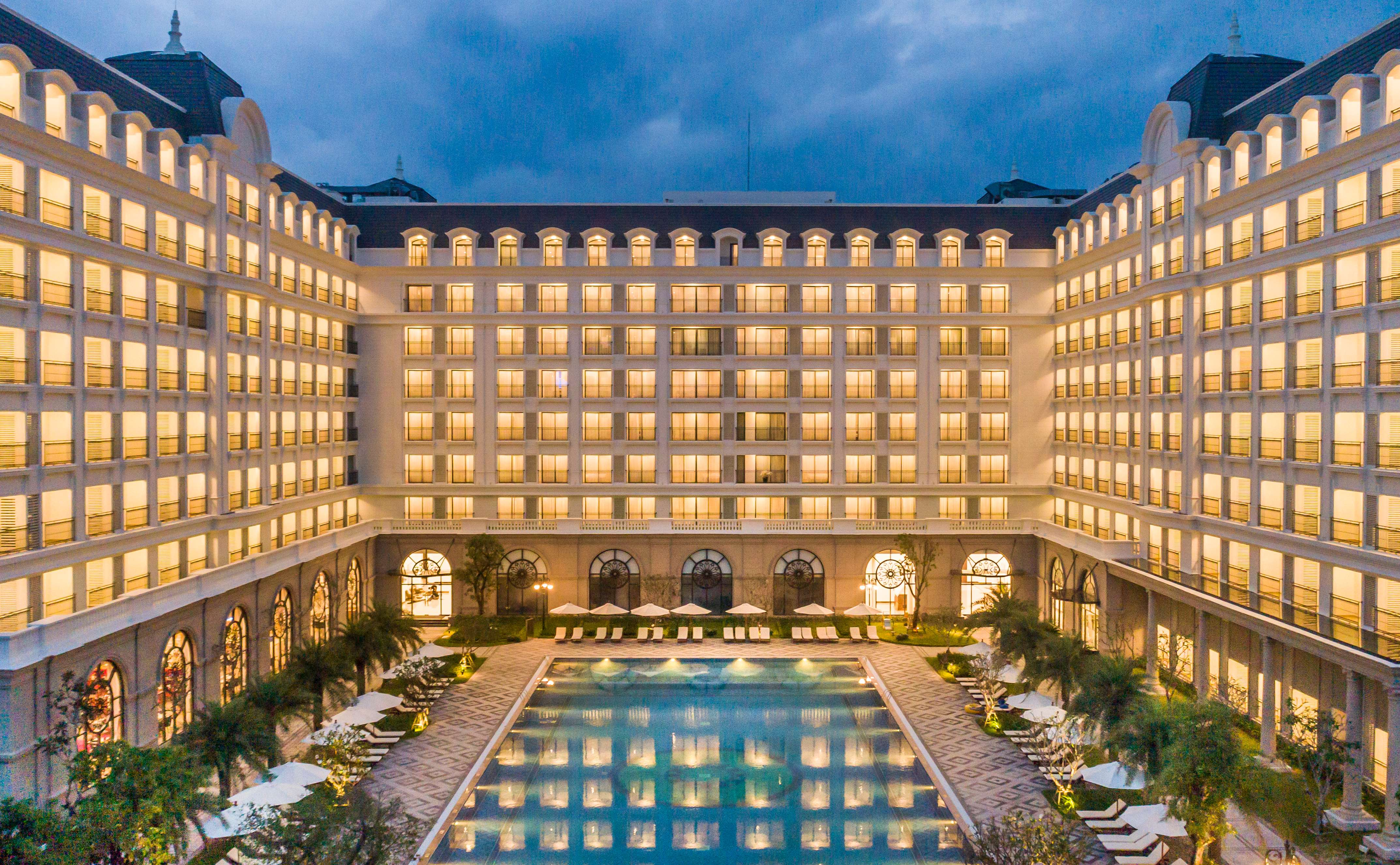
현대적인 인테리어, 그랜드 월드 중심에 위치한 빈펄 리조트

빈홀리데이즈 피에스타 푸꾸옥 리조트(VinHolidays Fiesta Phu Quoc)는 베트남의 푸꾸옥 섬에 위치한 리조트이다.  

### 주요 특징 및 시설:
- 다양한 편의 시설: 5성급 복합단지 형식으로, 800m 크기의 야외 수영장을 비롯하여 스파, 피트니스센터, 레스토랑, 바 등이 있다.
- 야외 수영장: 800m 크기의 야외 수영장이 있다.

## 빈펄의 호텔 및 리조트

### 푸꾸옥
- 빈홀리데이즈 피에스타 푸꾸옥(영어: VinHolidays Fiesta Phu Quoc)
- 빈펄 원더월드 푸꾸옥(영어: Vinpearl WonderWorld Phu Quoc)
- 빈펄 리조트 & 스파 푸꾸옥(영어: Vinpearl Resort & Spa Phu Quoc)

### 나트랑
- 혼 땀 리조트(영어: Hon Tam Resort)
- 빈펄 리조트 & 스파 나트랑 베이(영어: Vinpearl Resort & Spa Nha Trang Bay)
- 빈펄 럭셔리 나트랑(영어: Vinpearl Luxury Nha Trang)
- 빈펄 비치프론트 나트랑(영어: Vinpearl Beachfront Nha Trang)
- 빈펄 리조트 골프링크 나트랑(영어: Vinpearl Golflink Nha Trang)

### 호이안
- 빈펄 리조트 & 스파 호이안(영어: Vinpearl Resort & Spa Hoi An)
- 빈펄 리조트 & 골프 남호이안(영어: Vinpearl Resort & Golf Nam HoiAn)

### 하롱베이
- 빈펄 리조트 & 스파 하롱(영어: Vinpearl Resort & Spa Ha Long)

## 편의 시설

### 빈원더스
- 빈원더스 (놀이공원, 식물원(블루밍힐), 동물원(킹스가든), 아쿠아리움)

### 빈펄 케이블카
- 나트랑 빈펄 케이블카